# District de Toktogul
Le district de Toktogul (en kirghize (langue) : Токтогул району) est un raion de la province de Jalal-Abad dans l'ouest du Kirghizistan. Son chef-lieu est la ville de Toktogul . Sa superficie est de 7 815 km2, et 86 306 personnes y résidaient en 2009.
Le district et son chef-lieu portent le nom de leur plus célèbre enfant, le musicien Toktogul Satilganov. Le barrage de Toktogul construit en 1976 sur la rivière Naryn crée un lac de retenue de 284 km2 sur la rive nord duquel s'étend la ville.

## Communautés rurales et villages
Le district de Toktogul est constitué de :
- la ville homonyme

et de 46 villages ou hameaux regroupés en 10 communautés rurales (aiyl okmotu), :
1. Bel-Aldy (villages Sary-Sögöt (centre), Bel-Aldy and Korgon)
2. Jany-Jol (villages Jany-Jol (centre), Aral, Kara-Suu, Komsomol, Imeni Kuybysheva, Kyzyl-Tuu)
3. Kyzyl-Ozgeryush (villages Kyzyl-Özgörüsh (centre), An-Aryk, Bel Kara-Suu, Buurakan, Kamysh-Bashi, Konur-Ogyuz, Kök-Tash, Orto-Jon, Chech-Debe, Shayyk, Ak-Jar)
4. Nichke-Say (villages Nichke-Say (centre), Chorgochu)
5. Ketmen-Debe (villages Terek-Suu (centre), Chong-Aryk, Eshsay)
6. Sary-Kamysh (villages Birlik (centre), Keterme)
7. Uch-Terek (villages Uch-Terek (centre), Jetigen, Kyzyl-Uraan, Sargata)
8. Aralbay (villages Toluk (centre), Almaluu, Noot, Char-Tash)
9. Abdy-Suerkulov (villages Torkent (centre), Keterme, Kara-Jygach)
10. Cholpon-Ata (villages Cholpon-Ata (centre), Ak-Tektir, Balykty, Kara-Küngöy, Kushchu-Suu, Mazar-Suu)